# Fata morarului (basm)
Fata morarului (în germană Rumpelstilzchen, în engleză Rumpelstiltskin) este un basm german scris de Frații Grimm. Basmul a fost publicat prima dată în limba germană în volumul Kinder- und Hausmärchen din 1812. 

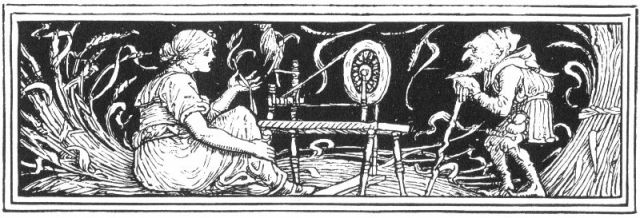
Imagine din 1886 de Walter Crane

Povestea este despre un pitic rău care poate transforma paiele în aur, dar îi cere fetei morarului primul ei născut cu împăratul. Rumpelstilzchen este numele piticului cel rău (în română Săltărețul), la pronunția numelui său de către noua regină, acesta dispare „și nimeni nu îl mai revăzu prin apropierea palatului regal”.

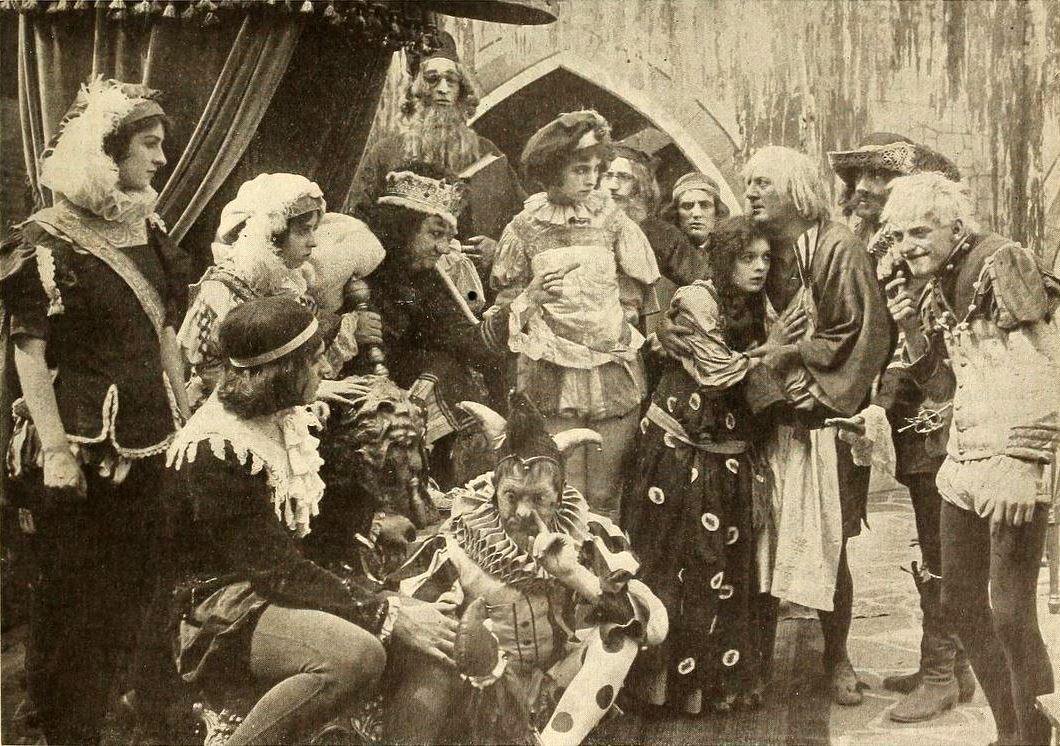
Rumpelstiltskin (film din 1915)

Asteroidul 1773 Rumpelstilz, descoperit de Paul Wild în 1968, poartă numele basmului (piticului cel rău).
A fost ecranizat de multe ori.